# Campionato europeo maschile di pallavolo 1983
Il XIII campionato europeo maschile di pallavolo si svolse a Berlino Est, Erfurt e Suhl, in Germania Est, dal 17 al 25 settembre 1983. Al torneo parteciparono 12 squadre nazionali europee e la vittoria finale andò per la nona volta all'Unione Sovietica.

## Squadre partecipanti
| - Bulgaria - Cecoslovacchia - Finlandia - Francia - Germania Est - Grecia | - Italia - Paesi Bassi - Polonia - Romania - Ungheria - Unione Sovietica |

## Gironi
| Gruppo A                                              | Gruppo B                       | Gruppo C                              |
| ----------------------------------------------------- | ------------------------------ | ------------------------------------- |
| Cecoslovacchia Finlandia Paesi Bassi Unione Sovietica | Francia Italia Polonia Romania | Bulgaria Germania Est Grecia Ungheria |

## Classifica finale
| Classifica | Squadre          | Qualificazione                           |
| ---------- | ---------------- | ---------------------------------------- |
|            | Unione Sovietica | Campionato europeo 1985                  |
|            | Polonia          | Olimpiadi 1984 - Campionato europeo 1985 |
|            | Bulgaria         | Campionato europeo 1985                  |
| 4          | Italia           | Campionato europeo 1985                  |
| 5          | Cecoslovacchia   | Campionato europeo 1985                  |
| 6          | Germania Est     |                                          |
| 7          | Finlandia        |                                          |
| 8          | Romania          |                                          |
| 9          | Grecia           |                                          |
| 10         | Paesi Bassi      |                                          |
| 11         | Ungheria         |                                          |
| 12         | Francia          |                                          |